# Agriades candalus
Agriades candalus är en fjärilsart som beskrevs av Forster 1938. Agriades candalus ingår i släktet Agriades och familjen juvelvingar. Inga underarter finns listade i Catalogue of Life.